# Smalbladige gentiaan
De smalbladige gentiaan (Gentiana angustifolia) is een plant de gentiaanfamilie. De soort komt voor in de bergen van Midden- en Zuid-Europa.
De plant is herkenbaar aan zijn grote, diepblauwe, buisvormige bloemen, de duidelijk zichtbare bloemstengel en de lancet- tot lijnvormige bladeren.

## Naamgeving enetymologie
- Synoniemen: Ciminalis angustifolia (Vill.) Holub, Diploma angustifolia Raf., Ericala angustifolia G.Don, Ericoila angustifolia (Vill.) Laínz, Eyrythalia angustifolia D.Don, Gentiana acaulis var. angustifolia (Vill.) A.Kern., Gentiana acaulis subsp. angustifolia (Vill.) O.Bolòs & Vigo, Gentiana acaulis var. media Gren. & Godr., Gentiana caulescens Lam., Gentiana sabauda Boiss. & Reut. ex Rchb.
- Duits: Schmalblättriger Enzian
- Frans: Gentiane à feuilles étroites
- Italiaans: Genziana a foglie strette

De botanische naam Gentiana is ontleend aan Gentius, koning van Illyrië, die de genezende eigenschappen ontdekt zou hebben. De soortaanduiding angustifolia is samengesteld uit het Latijnse angustus (small) en folium (blad), en slaat op het (in verhouding tot andere gentianen) smalle blad.

## Kenmerken
De smalbladige gentiaan is een overblijvende, kruidachtige plant, 3 tot 15 cm hoog, met een wortelrozet en een korte maar duidelijk zichtbare bloemstengel, met meestal twee paar kruisgewijs tegenoverstaande stengelbladeren. De bladeren zijn lancet- tot lijnvormig, met een korte, scherpe top, vlezig, lichtgroen, met een gave bladrand en drie parallelle nerven.
De bloemen zijn eindstandig, alleenstaand en tot 6 cm groot. De vijf kelkblaadjes zijn gefuseerd tot een korte kelkbuis, een kwart van de lengte van de kroon, uitlopend in vijf korte, uitgespreide, gekielde tanden. De kroon is opgericht, buisvormig, met vijf gespreide driehoekige slippen, diepblauw van kleur.
De plant bloeit van mei tot juli.

## Gelijkende en verwante soorten
De smalbladige gentiaan lijkt voor wat de bloem betreft veel op de Kochs gentiaan (Gentiana acaulis) en de grootbloemige gentiaan (Gentiana clusii), doch in tegenstelling tot deze beide heeft ze langwerpige, bijna lijnvormige bladeren en een duidelijk zichtbare bloemstengel.

## Habitaten verspreiding
De smalbladige gentiaan groeit vooral in de subalpiene en alpiene zone van hooggebergtes, op stenige plaatsen en graslanden op kalkrijke bodems, tot op een hoogte van 2500 m.
Ze komt voor in de Pyreneeën en in de Franse en Italiaanse Voor-Alpen.
... · 
G. acaulis (Kochs gentiaan) · 
G. angustifolia (Smalbladige gentiaan) · 
G. asclepiadea (Zijdeplantgentiaan) · 
G. bavarica (Beierse gentiaan) · 
G. clusii (Grootbloemige gentiaan) · 
G. cruciata (Kruisbladgentiaan) · 
G. lutea (Gele gentiaan) · 
G. nivalis (Sneeuwgentiaan) · 
G. pneumonanthe (Klokjesgentiaan) · 
G. punctata (Gestippelde gentiaan) · 
G. purpurea (Purpergentiaan) · 
G. sino‑ornata (Chinese herfstgentiaan) · 
G. terglouensis (Triglav-gentiaan) · 
G. utriculosa (Blaasgentiaan) · 
G. verna (Voorjaarsgentiaan) · 
· ...